# Gurli Plesner
Gurli Westphalen Plesner (født 15. februar 1934 i Nyborg, død 10. oktober 1993) var en dansk kongelig operasanger (alt).
Hun var uddannet på Det Kongelige Danske Musikkonservatorium og Opera-Akademiet.
Efter debuten i 1962 som Caroline i Hans Werner Henzes Elegi for unge elskende blev hun ansat på Det Kongelige Teater, hvor hun var gennem 20 år. Hun var også oratoriesanger såvel herhjemme som i udlandet, herunder i det øvrige Skandinavien, Tyskland, Frankrig, Holland og Belgien.
Hun modtog i 1968 Léonie Sonnings talentpris.
I 1979 medvirkede hun i tv-serien Den otteøjede skorpion.
Gurli Plesner er begravet på Holmens Kirkegård.